# Koppelschotel

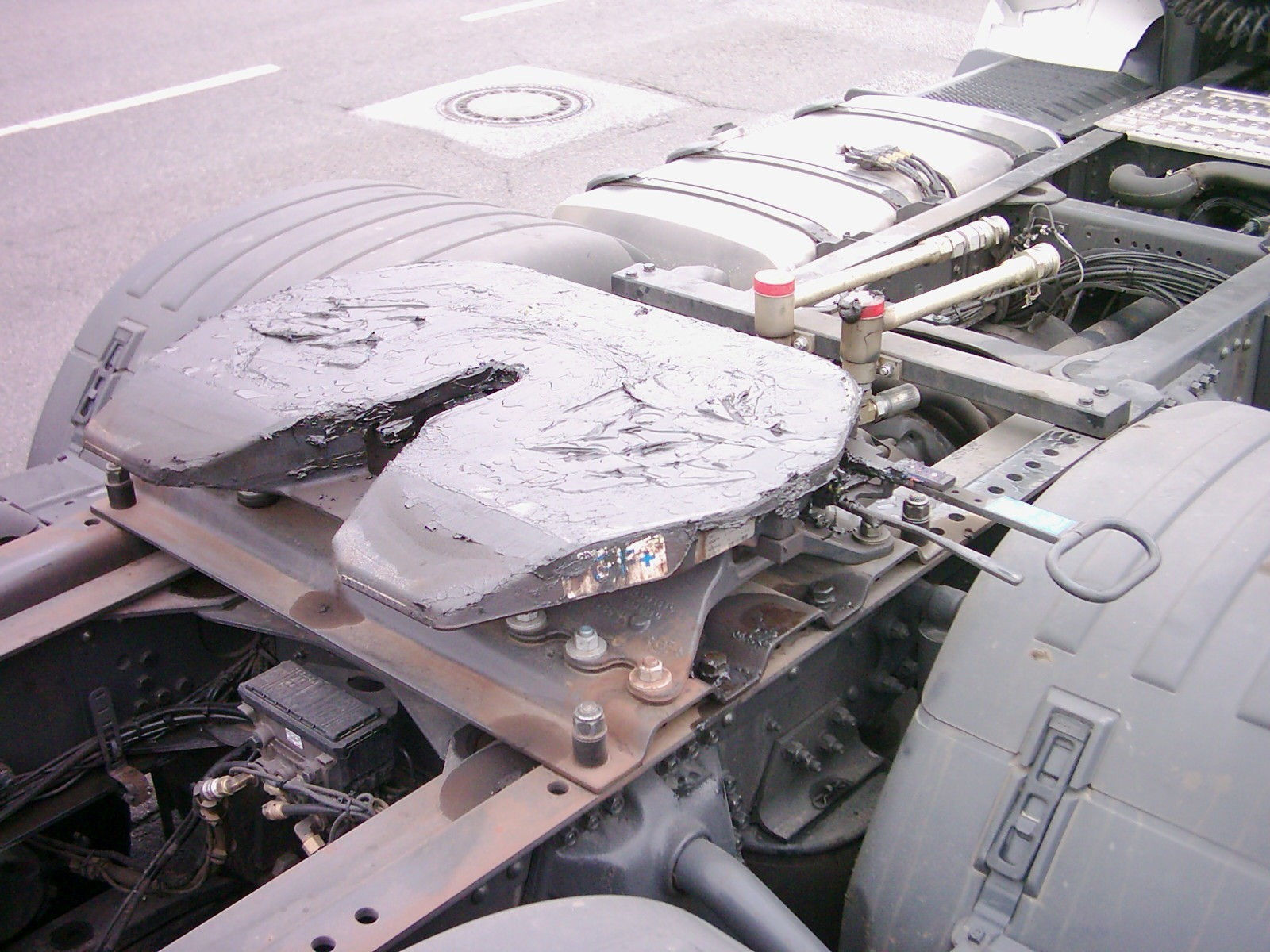
Een koppelschotel met rechts in beeld de bedieningshendel. Met deze hendel kan men de schotel openen om af te kunnen koppelen.

Een koppelschotel is een schotelvormige plaat, voorzien van een wigvormige sleuf, die op het chassis van een trekker (vrachtwagen) wordt geplaatst en is bedoeld om een oplegger aan te koppelen.
De oplegger is voorzien van een plaat met daarop een pen die men kingpin noemt. Door met de trekker onder de oplegger te rijden wordt de kingpin via de wigvormige sleuf de koppelschotel in geleid. Na voldoende ver achteruit tegen de oplegger aan te hebben gereden is vaak een klik hoorbaar van de koppelschotel, wat een indicatie is voor het juist te hebben aangekoppeld van de oplegger. Belangrijk hierin blijft om visueel te controleren of de kingpin daadwerkelijk juist in de schotel is bewogen alvorens men tracht te vertrekken. Men kan dit doen door te kijken naar de stand van de veiligheidspal, gepositioneerd naast de bedieningshendel.

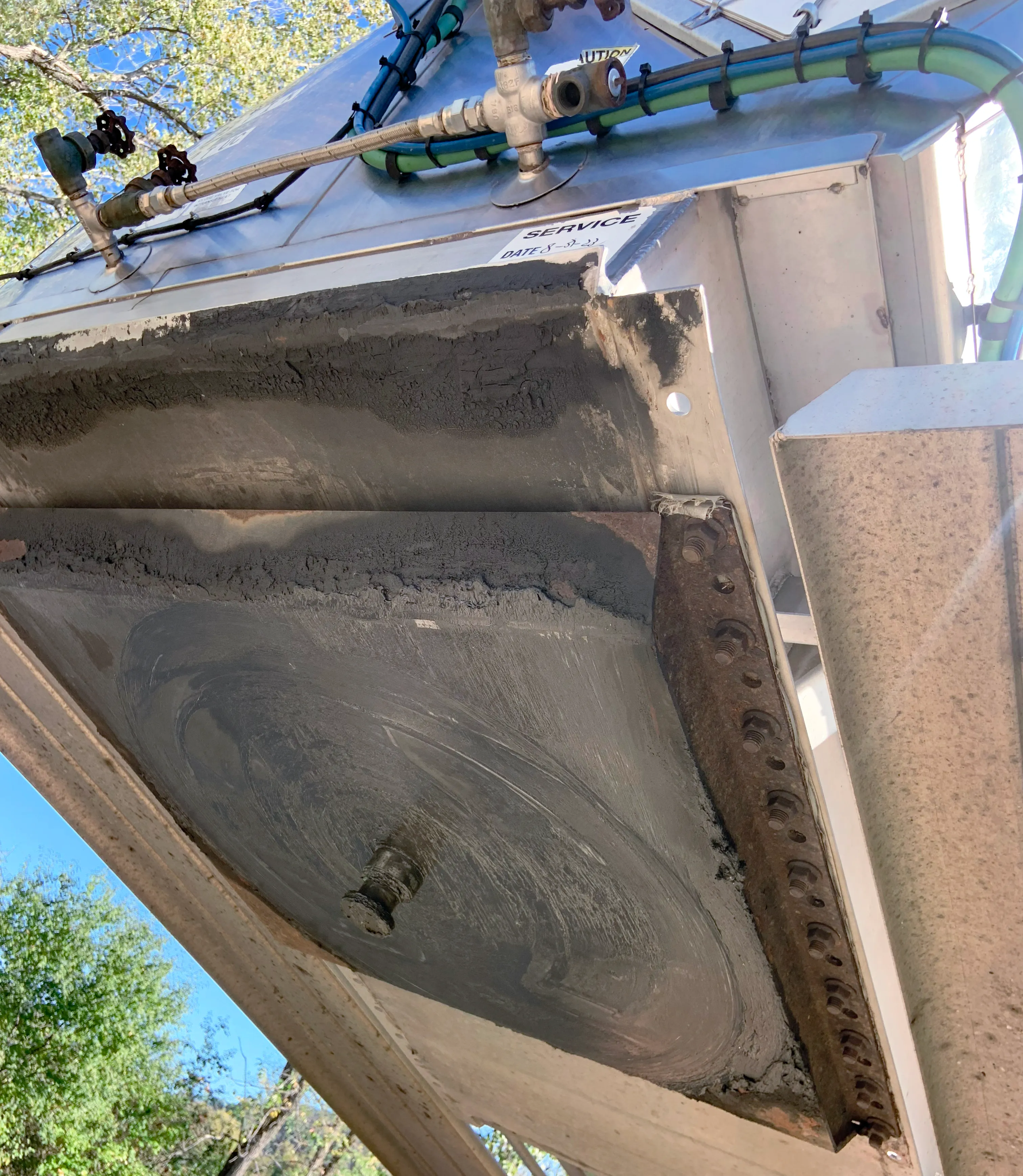
Een kingpin gemonteerd onder een oplegger.

De oplegger ligt, zoals de naam al doet vermoeden, op de koppelschotel, waarbij de kingpin het scharnierpunt vormt tussen trekker en oplegger. Om het scharnieren soepel te laten verlopen wordt de koppelschotel voorzien van een laag vet of meer recentelijk met een laag Teflon. Het aanbrengen van vet moet in de regel handmatig gedaan worden, maar tegenwoordig zijn koppelschotels uit te rusten met een aansluiting voor het automatisch smeersysteem. In tegenstelling tot een standaard koppelschotel, hoeft men een koppelschotel waarop een of twee platen Teflon zijn bevestigd niet te voorzien van vet door het lagere wrijvingscoëfficiënt ten opzichte van de conventionele koppelschotels die gemaakt zijn van staal. 

## Andere koppelsystemen
De koppelschotel is voor een oplegger, waarvan de voorkant gedragen wordt door een trekker. Voor zware niet-gedragen en halfgedragen aanhangers wordt een muilkoppeling gebruikt, lichte aanhangers (tot enkele tonnen) kunnen aan een trekhaak.

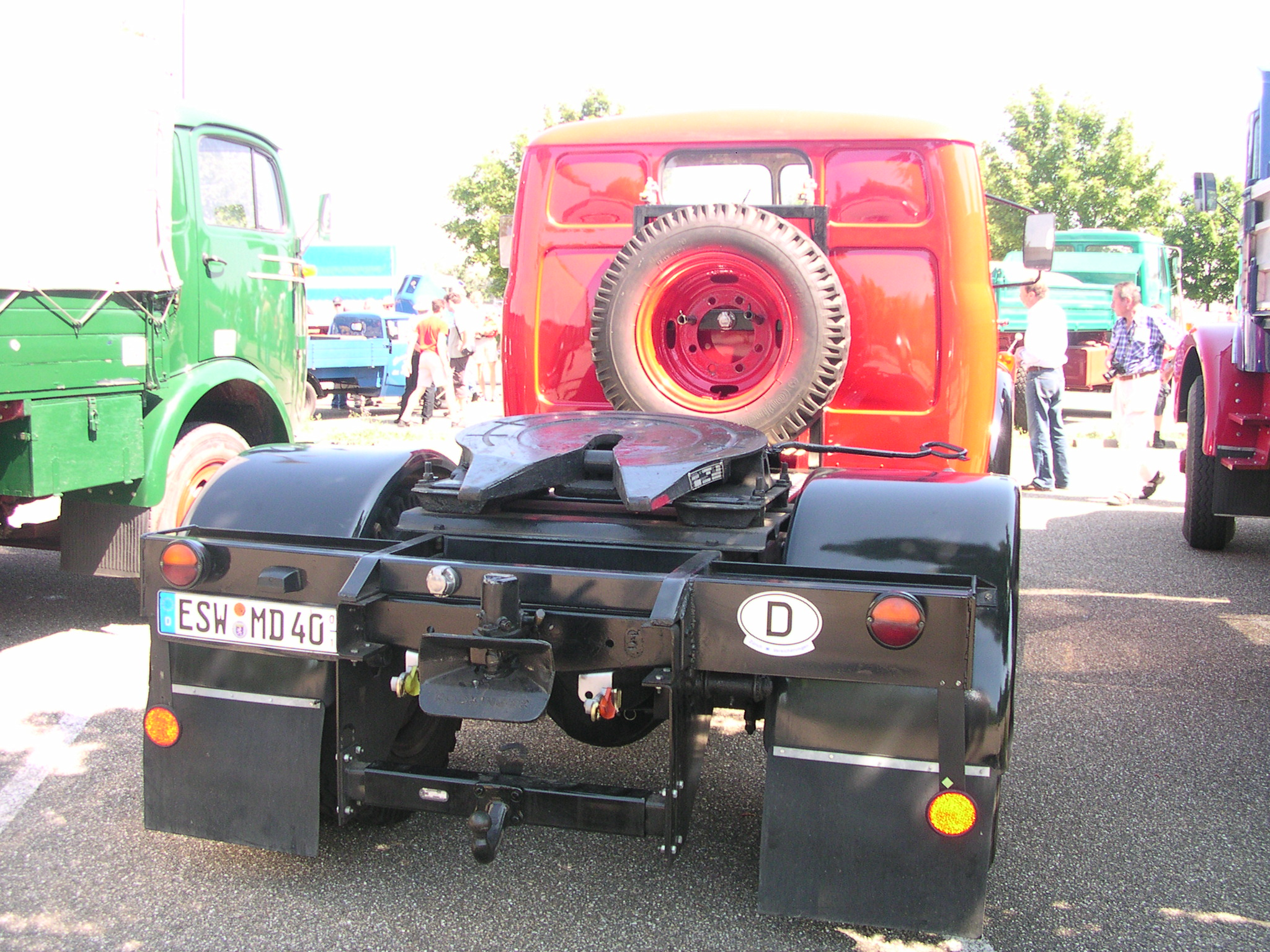
Drie gangbare koppelsystemen: koppelschotel, muilkoppeling en trekhaak